# Estación de Fundão
La Estación Ferroviaria de Fundão, también conocida como Estación de Fundão, es una plataforma ferroviaria de la Línea de la Beira Baixa, que sirve a la ciudad de Fundão, en el Distrito de Castelo Branco, en Portugal.

## Descripción

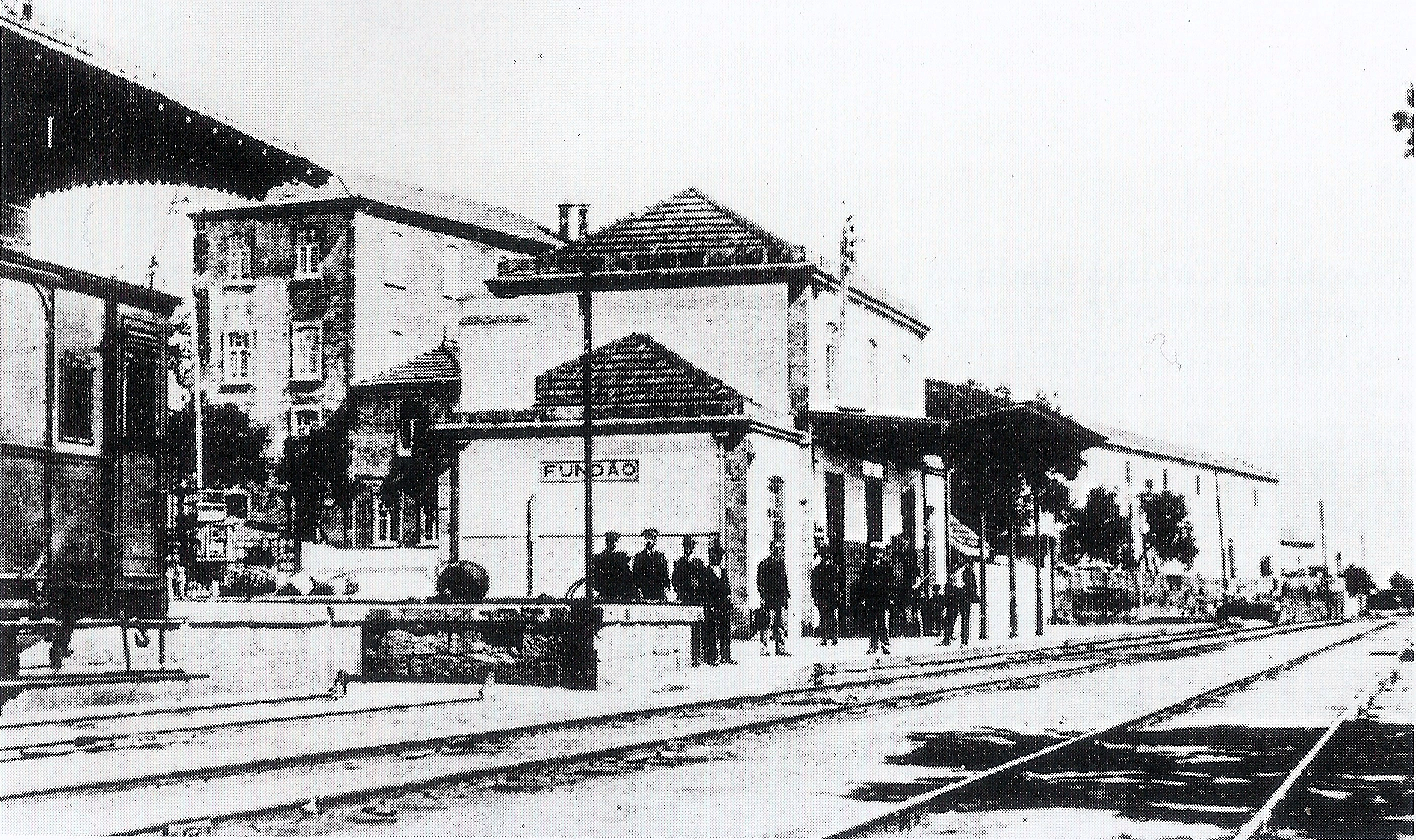
Fotografía antigua de la Estación de Fundão.

### Localización y accesos
La estación se encuentra junto a la travesía de la Estación, en la localidad de Fundão.

### Vías de circulación y plataformas
Presentaba, en enero de 2011, dos vías de circulación, ambas con 293 metros de longitud; las dos plataformas tenían ambas cerca de 134 metros de extensión, teniendo la primera 20 centímetros de altura, y la segunda, 45 centímetros.

### Servicios
En julio de 2011, esta plataforma era utilizada por convoyes de los servicios Regional e InterCidades, operados por la empresa Comboios de Portugal.

## Historia
La estación se encuentra en el tramo entre Abrantes y Covilhã de la Línea de la Beira Baixa, que comenzó a ser construido a finales de 1885, y fue abierto a la explotación el 6 de septiembre de 1891.